# Pyramide de Khentkaous II
La pyramide de Khentkaous II est un tombeau de reine récemment identifié par les égyptologues tchèques qui fouillent le site depuis le début des années 1970.
Elle est située entre les pyramides de Néferirkarê et de Néferefrê au sud du plateau rocheux qui domine la vallée et l'ancien lac d'Abousir. L'ensemble sera achevé par Niouserrê puis Djedkarê Isési.

## Le complexe funéraire
Khentkaous II choisit donc d'établir son complexe funéraire au plus proche de ceux de son époux et de son fils. Il est constitué d'un petit temple funéraire accolé à la face est de la pyramide ainsi que d'une pyramide-satellite placée au sud est du péribole. Ce fait sans précédent pour la sépulture d'une reine, témoigne de l'influence de la souveraine qui assura certainement la régence de son premier fils, alors encore très jeune lors de son accession au trône à la suite du décès prématuré de Néferirkarê, ainsi que de son second fils, Niouserrê qui était également mineur lors de la mort de son aîné Néferefrê.

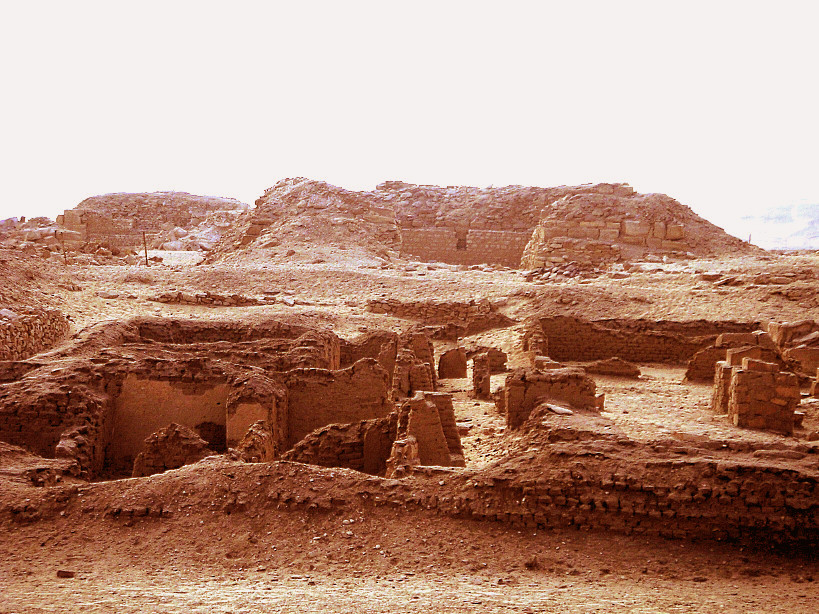
Vue sur le temple funéraire de la reine Khentkaous II à Abousir

Le temple de la pyramide comporte tous les éléments du temple funéraire nécessaires pour assurer le culte de la défunte. Un portique d'accueil à deux colonnes en façade, une cour péristyle de huit piliers à section carrée, destinée à la présentation et la purification des offrandes funéraires, un sanctuaire dans sa partie occidentale avec sa partie réservée aux statues du culte et la stèle fausse porte placée contre la pyramide.
Les piliers de la cour portent des reliefs dans le creux représentant la reine assise sur un trône royal ou divin, caractéristique des images divines, ainsi que ses titres. Elle porte une longue perruque ornée sur son front de l'uræus royal, insigne du pouvoir qu'elle exerça probablement. Détail intéressant, ces piliers monolithes en calcaire ont été recouverts d'un enduit rouge afin d'imiter le granite rouge d'Assouan.
La partie d'accueil du temple, dépourvue de chaussée d'accès et de temple d'accueil dans la vallée, a été par la suite agrandie afin de comporter comme dans les complexes de son époux et celui de son premier fils, les magasins et annexes réservées aux prêtres chargés du fonctionnement du complexe. De ce fait une partie du mobilier cultuel a été retrouvée dont les archives du temple formant le 3e corpus administratif de cette nature découvert à Abousir.
Ces archives outre le fait qu'elles contiennent la liste détaillée des offrandes quotidiennes et l'inventaire des objets du culte, comme dans les exemples précédents nous apprennent également que le culte de la reine fonctionna durant toute la période qui suivit jusqu'à la fin de l'Ancien Empire.

## La pyramide
La construction de la pyramide de la reine avait été inaugurée par Néferirkarê. Initialement elle avait une base de vingt-cinq mètres de côté pour une hauteur de dix-sept mètres. La terminaison de la pyramide était assurée par un pyramidion en granite dont les fragments ont été retrouvés sur le site.
La pyramide elle-même est bâtie à partir d'un noyau constitué de trois gradins en pierre calcaire locale se superposant, le tout recouvert par un parement de calcaire fin de Tourah.
L'ensemble est aujourd'hui très dégradé à la suite du pillage du monument par les carriers qui se serviront des monuments pharaoniques de l'Ancien Empire comme une carrière aisément accessible et exploitable pour de nouveaux monuments durant l'Antiquité ou pour les nouvelles cités qui s'élevèrent sur la rive orientale à Fostat puis au Caire par la suite.
De ce fait la pyramide de Khentkaous II est littéralement éventrée et a fait l'objet de travaux de consolidation et de restauration des parties souterraines par les archéologues.
Les appartements funéraires de la reine se situent à l'aplomb de la pyramide et étaient accessibles par la face nord du monument. Une descenderie s'enfonçait dans le sol sur une dizaine de mètres avant de se heurter à une herse en granite qui protégeait le caveau.
Lors de son dégagement seuls des débris du sarcophage en granite rouge de la reine ont été retrouvés ainsi que quelques vestiges de son mobilier funéraire abandonné là par les pillards.